# 부당이득
부당이득(不當利得, 영어: unjust enrichment or unfair profits)은 법률상의 원인 없이 남에게 손해를 주면서 얻는 이익이다. 부당하게 타인의 재산이나 노무에 의하여 재산적 이익을 얻고 이로 말미암아 타인에게 손해를 준 자에 대하여 이익의 반환을 명하는 제도(741조)로서 법률요건의 하나이다. 이러한 경우 이득자는 원칙적으로 손실을 받은 자에 대하여 이익을 반환하는 의무를 진다.

## 부당이득의 예
부당이득의 실태는 천차만별이다. 그것을 정리하면 다음과 같다. (1) 손실자의 의사·급부행위에 기함에도 불구하고 부당이득이 성립하는 경우 ― 여기에는 ① 계약에 기해서 변제하였으나 그 계약이 무효라든가 취소·해제에 의해서 실효된 경우(目的不存在), ② 결혼을 예정해서 약혼예물을 주었는데 파혼이 되는 경우(目的不到達), ③ 차금 담보를 취하여 입질(入質)하였으나 나중에 변제한 경우(目的消滅) 등의 여러 형태가 있다. (2) 손실자의 의사에 기하지 아니하고 부당이득이 성립하는 경우 ― 여기에는 ① 타인의 물건·타인의 권리를 무제한으로 점유·사용하고 혹은 매각하는 경우, ② 제3자의 변제로써 채무를 면하고, 채권의 준점유자나 영수증의 소지자에 대한 변제(470조, 471조)의 결과 채권을 잃는 경우, ③ 자기의 물건이 타인의 물건에 부합(附合)·혼화(混和)되거나 가공(加工)되어 소유권을 잃는 경우(256조-261조) 등의 여러 가지 형태가 있다.

## 부당이득반환청구권
부당이득반환청구권(不當利得返還請求權)은 부당이득자에 대하여 손실을 받은 자가 그 반환을 요구하는 권리. 반환의 범위는 이득자가 법률상의 원인이 없음을 몰랐었느냐(善意) 알고 있었느냐(惡意)에 따라서 달라진다. 선의의 경우라면 현재 이익이 있는 한도에서 반환하면 되나(748조), 악의의 경우에는 불법행위자와 마찬가지로 현존하느냐 않느냐를 불문하고 이득 전부에 이자를 붙이고 그 위에 손해가 있으면 그것도 배상하지 않으면 아니 된다(748조). 어느 경우에도 현물이 있으면 그의 반환을 청구하는 것이 상책이긴 하나 이러한 경우 그 물건의 소유권은 손실자에게 있는 것이 보통이므로 손실자는 소유권에 기해서 반환 청구를 할 수 있다. 소유권에 기하거나 부당이득에 의하거나 반환의 범위가 같으면 문제가 없으나 규정상으로는 다소 다르다. 다시 말하면 선의의 점유자로서는 수취한 과실의 반환을 요하지 않으나(201조), 선의의 이득자로서는 현존이익의 한도에서 그의 반환을 하지 않으면 안 된다. 또한 목적물이 점유자(利得者)의 책임에 의하지 아니하고 멸실 훼손한 경우, 선의의 점유자로서는 배상하지 않아도 되나(202조), 악의의 수익자로서는 그 부분도 반환하지 않으면 아니 된다. 소유권에 기한 것이냐 아니냐에 따라 이러한 차이가 생기는 것은 바람직한 것은 못 된다. 그리하여 현물반환을 청구할 경우에는 항상 점유자의 반환규정(197조, 201조, 202조)에 의하고 금전으로 반환을 청구하는 경우에는 부당이득의 규정에 의한다는 설이 나오고 있는 것이다.

## 비채변제
비채변제(非債辨濟)란 채무가 없는데도 변제하는 것을 말한다. 부당이득이 성립될 것이지만 예외적으로 반환청구권이 생기지 않는 경우가 있다. (1) 채무가 없음을 알면서 변제한 경우 ― 불합리한 행동을 보호할 필요가 없기 때문이다(742조). (2) 변제기가 도래하지 않았음에도 불구하고 변제기가 도래한 것으로 생각하여 기한 전에 변제하는 경우 ― 기한 전의 변제는 비채변제는 아니지만 착오에 기할 때는 그 때문에 무효가 되어 부당이득이 성립할 수도 있다. 그러나 변제자에 반환하고 변제기에 다시 변제하는 것은 귀찮은 짓이므로 중간이자와 같이 채권자가 얻은 이익분의 반환청구를 인정하는 데 그친다(743조). (3) 채무자가 아닌 자가 착오에 의하여 타인의 채무를 변제한 경우 ― 제3자의 변제도 원칙적으로 유효하나 착오에 기할 때는 무효가 되며 따라서 부당이득이 성립될 것이지만 채권자가 유효한 변제로 생각하여 증서를 훼멸(毁滅)하고, 담보를 포기하고, 혹은 시효에서 채권을 잃었을 경우는 부당이득의 반환을 청구할 수 없게 된다(745조). 그 결과 본래의 채무자는 부당이득을 하게 되며 따라서 변제자는 이것에 대응하여 반환청구를 하게 된다(745조).

## 불법원인급여
도박이나 인신매매와 같은 계약은 법의 보호를 받지 못한다. 즉 선량한 풍속 기타 사회질서에 반하는 법률행위는 무효가 된다(103조). 이러한 행위에 기해서 급부한 자도 법의 보호를 받지 못한다. 이러한 취지에서 민법은 불법의 원인으로 말미암아 급부한자에게는 부당이득 반환청구권을 인정하지 아니한다(746조).

## 공법상 부당이득
공법상 부당이득에 관한 일반법은 없으며 법령에 특별한 규정이 없는 한 민법규정이 직접 또는 유추적용되어야 할 것이다.공법상 부당이득에 관한 특별규정으로 국세법 제51조, 제54조, 지방세법 제45조와 제47조 등이 있다.

### 공법상 부당이득반환청구권의 성질
공법상 부당이득반환청구권의 성질에 관한하여 다음과 같은 학설이 있다.
1. 공권설: 동 청구권의 발생원인이 공법상의 것이므로 동 청구권은 공권이라는 설이다.
2. 사권설: 동 청구권은 순수 경제적인 관점에서 이해조절을 위한 것이고, 또한 동 부당이득의 문제가 행정행위에 의해 생긴 경우에도 그 행정행위가 무효이거나 취소된 때 발생하는 것이므로 부당이득의 문제가 생긴 때에는 이미 법률상의 원인은 없는 것이고 또한 부당이득은 오로지 경제적 이해조정의 견지에서 인정되므로 사법상의 것과 구별할 필요가 없으므로 동 청구권은 사권이라는 설이다.

## 판례
- 과반수 지분의 공유자는 그 공유물의 관리방법으로서 그 공유토지의 특정된 한 부분을 배타적으로 사용·수익할 수 있으나, 소수지분권자에 대하여 그 지분에 상응하는 임료 상당의 부당이득을 하고 있다 할 것이므로 이를 반환할 의무가 있다.[1]
- 과반수 지분의 공유자로부터 그 공유토지의 특정된 한 부분의 사용·수익을 허락받은 제3자의 점유자는 소수지분권자에 대하여 그 지분에 상응하는 임료상당의 부당이득을 법률상 원인 없이 얻고 있다고 할 수 없다.[2]
- 부당이득반환의 경우 수익자가 반환해야 할 이득의 범위는 손실자가 입은 손해의 범위에 한정되고, 여기서 손실자의 손해는 사회통념상 손실자가 당해 재산으로부터 통상 수익할 수 있을 것으로 예상되는 이익 상당이다.[3]
- 어느 채권자가 배당이의소송에서의 승소확정판결에 기하여 경정된 배당표에 따라 배당을 받은 경우에 있어서도, 그 배당이 다른 배당요구채권자가 배당받을 몫까지도 배당받은 결과로 된다면 그 다른 배당요구채권자는 배당이의소송의 승소확정판결에 따라 배당받은 채권자를 상대로 부당이득반환청구를 할 수 있다.[4]
- 송금의뢰인과 수취인 사이에 계좌이체의 원인이 되는 법률관계가 존재하지 않음에도 불구하고, 계좌이체에 의하여 수취인이 계좌이체금액 상당의 예금채권을 취득한 경우에는, 송금의뢰인은 수취인에 대하여 위 금액 상당의 부당이득반환청구권을 가지게 되지만, 수취은행은 이익을 얻은 것이 없으므로 수취은행에 대하여는 부당이득반환청구권을 취득하지 아니한다.[5]
- 임차인이 임대차 종료 후 임차 건물을 계속 점유하였으나 본래 계약상의 목적에 따라 사용, 수익하지 아니한 경우, 부당이득반환의무가 성립하지 않는다[6]
- 공유자 중의 일부가 그 전부를 배타적으로 점유, 사용하고 있다면, 다른 공유자들 중 지분은 있으나 사용, 수익은 전혀 하지 않고 있는 자에 대하여는 그 자의 지분에 상응하는 부당이득을 하고 있다[7]
- 임대차가 종료된 경우 임대목적물이 타인 소유라고 하더라도 그 타인이 목적물의 반환청구나 임료 내지 그 해당액의 지급을 요구하는 등 특별한 사정이 없는 한 임차인은 임대인에게 그 부동산을 명도하고 임대차 종료일까지의 연체차임을 지급할 의무가 있음은 물론 임대차 종료일 이후부터 부동산 명도완료일까지 그 부동산을 점유, 사용함에 따른 차임상당의 부당이득금을 반환할 의무도 있다[8]
- 임차인이 진실한 소유자로부터 목적물의 반환청구나 임료내지 그 해당액의 지급요구를 받는 등의 이유로 임대인이 임차인으로 하여금 사용, 수익케 할 수가 없게 되었다면 임대인의 채무는 이행불능으로 되고 임차인으로 하여금 사용, 수익케 할 수가 없게 되었다면 임대인의 채무는 이행불능으로 되고 임차인은 이행불능으로 인한 임대차의 종료를 이유로 그 때 이후의 임대인의 차임지급 청구를 거절할 수 있다[9]
- 법률상 원인 없이 이득하였음을 이유로 한 부당이득의 반환에 있어서 ‘이득’이라 함은 ‘실질적인 이익’을 가리키는 것이므로 법률상 원인 없이 건물을 점유하고 있다 하여도 이를 사용·수익하지 않았다면 이익을 얻는 것이라고 볼 수 없는 것인 바, 임차인이 임대차계약 종료 이후에도 동시이행의 항변권을 행사하는 방법으로 목적물의 반환을 거부하기 위하여 임차건물부분을 계속 점유하기는 하였으나 이를 본래의 임대차계약상의 목적에 따라 사용·수익하지 아니하여 실질적으로 이득을 얻은 바 없는 경우에는 그로 인하여 임대인에게 손해가 발생하였다 하더라도 임차인의 부당이득의무는 성립되지 않는다[10].
- 위 정기예금이자상당액은 사회통념상 피고의 행위가 개입되지 아니하였더라도 위 매매대금으로부터 원고가 통상취득하였으리라고 생각되는 범위 내의 이익으로 볼 수 있어 피고가 반환해야 할 이득의 범위에 포함되는 것이라고 보아야 할 것이다[11]
- 계약의 일방 당사자가 계약 상대방의 지시 등으로 급부과정을 단축하여 계약 상대방과 또 다른 계약관계를 맺고 있는 제3자에게 직접 급부한 경우, 그 급부로써 급부를 한 계약 당사자의 상대방에 대한 급부가 이루어질 뿐 아니라 그 상대방의 제3자에 대한 급부로도 이루어지는 것이므로 계약의 일방 당사자는 제3자를 상대로 법률상 원인 없이 급부를 수령하였다는 이유로 부당이득반환청구를 할 수 없다[12]
- 대금이 모두 지급되지 아니한 상태에서 매수인이 목적물을 다른 사람에게 양도하더라도, 양수인이 선의취득의 요건을 갖추거나 소유자인 소유권유보매도인이 후에 처분을 추인하는 등의 특별한 사정이 없는 한 그 양도는 목적물의 소유자가 아닌 사람이 행한 것으로서 효력이 없어서, 그 양도로써 목적물의 소유권이 매수인에게 이전되지 아니한다[13]

### 채권취득이 부당이득인지 여부
- 부당이득은 그 수익의 방법에 제한이 없음은 물론 그 수익에 있어서도 그 어떠한 사실에 의하여 재산이 적극적으로 증가하는 재산의 적극적 증가나 그 어떠한 사실의 발생으로 당연히 발생하였을 손실을 보지 않게 되는 재산의 소극적 증가를 가리지 않는 것으로 채권도 물권과 같이 재산의 하나이므로 그 취득도 당연히 이득이 되고 수익이 된다[14]

### 수익자의 선의와 악의 판단기준
부당이득의 수익자가 선의이냐 악의이냐 하는 문제는 오로지 법률상 원인 없는 이득임을 알았는지의 여부에 따라 결정되는 것이므로, 매매계약이 매도인의 기망행위를 이유로 하여 취소된 것이라고 하더라도 그 사유를 들어 매수인의 수익자로서의 악의성을 부정할 수 없으며 또 매수인의 가액반환의무가 그와 대가관계에 있는 매도인의 매매대금반환채무와 서로 동시이행관계에 있다고 하여 이를 달리 볼 것도 아니다.

## 같이 보기
- 부당이득죄 - 형법상의 범죄
- 대한민국 민법 제741조